# Sayanes
Sayanes (también llamada San Xurxo de Saiáns y oficialmente Saiáns) es una parroquia del municipio de Vigo, en la provincia de Pontevedra, Galicia, España.

## Descripción
En el año 2009 contaba con una población de 1169 habitantes. Ahora tiene cuatro más.
| NA CÑ VI MA CA FR LA TE CB CN SA AL OY CJ VA SA ZA BM BE Cangas Bueu Moaña Vilaboa Ensenada de San Simón Ría de Aldán Pazos de Borbén Redondela Sotomayor Gondomar Bayona Nigrán Mos Porriño Islas Cíes Océano Atlántico Vigo de Ría |
| Municipio de Vigo. |

Es una de las parroquias más apacibles de Vigo, especialmente en su zona interior. Cuenta con veintinueve entidades de población:
- Aral (23)

- Borreiros (9)
- Os Budiases (8)
- A Cachada (13)
- Cal do Outeiro (86)
- A Capela (63)
- Carballido (11)
- O Castañal (42)
- Cova da Barxa (A Cova da Barxa) (29)
- A Cova da Becha (41)
- A Corveira (34)
- A Devesa (18)
- Dembira (Domeira) (34)
- Estea (A Estea) (23)
- Fontán (99)
- Fortiñón (55)
- Gándara (A Gándara) (52)
- Garcías (53)
- Gondufe (73)
- As Hortas (19)
- Miserela (12)
- Orxás (59)
- O Pinal (7)
- Portiño (O Portiño) (54)
- San Xurxo (23)
- O Souto (24)
- Tomada (A Tomada) (56)
- Vilaverde (26)
- A Volta(21)

Los lugares (que generalmente forman parte de algunas de las entidades), son tres: Las Medoñas, Outeiro (O Outeiro) y Radio Costeira.[cita requerida]

## La playa de Fortiñón
En Sayanes se sitúa la playa de Muíños de Fortiñón, un arenal de 150 metros de largo por 30 de ancho. Cuenta con una ducha, Cruz Roja (en julio y agosto, los sábados, domingos y festivos) y una pequeña zona de aparcamiento. Se puede acceder a ella a través de las líneas de autobús urbano 10 y 12A, (con frecuencia de paso de una hora) y el servicio de ATSA que cubre el recorrido Vigo-Bayona. Cuenta también con una famosa cala nudista. También se denomina playa de Muiños y, como este segundo nombre indica, la caracterizan el oleaje envolvente, junto con el fuerte viento.
Normalmente frecuentadada por los vecinos de la zona, en los últimos veranos los más jóvenes y los aventureros se han animado a ocuparla. Utilizan esta playa como centro de reunión y acuden allí, para practicar deportes como el surf o el buceo y, al mismo tiempo, pasar una tarde estival junto a su grupo de amigos.

## Primer parque forestal de Vigo
Junto a la iglesia de San Jorge de Orxás, al pie mismo de la ría de Vigo. De aquí, cruzando la carretera PO-552 y tras una ligera ascensión por la carretera de Cal do Outeiro, llegamos al parque forestal de Saiáns, que nos ofrece un área de descanso de 2,35 hectáreas con mesas y barbacoas en las que merendar respirando aire puro. Fue la primera parroquia de Vigo en disponer de un parque forestal.
Muy próximo al parque forestal de Oya, en él se puede descubrir una magnífica vista a las islas Cíes. 

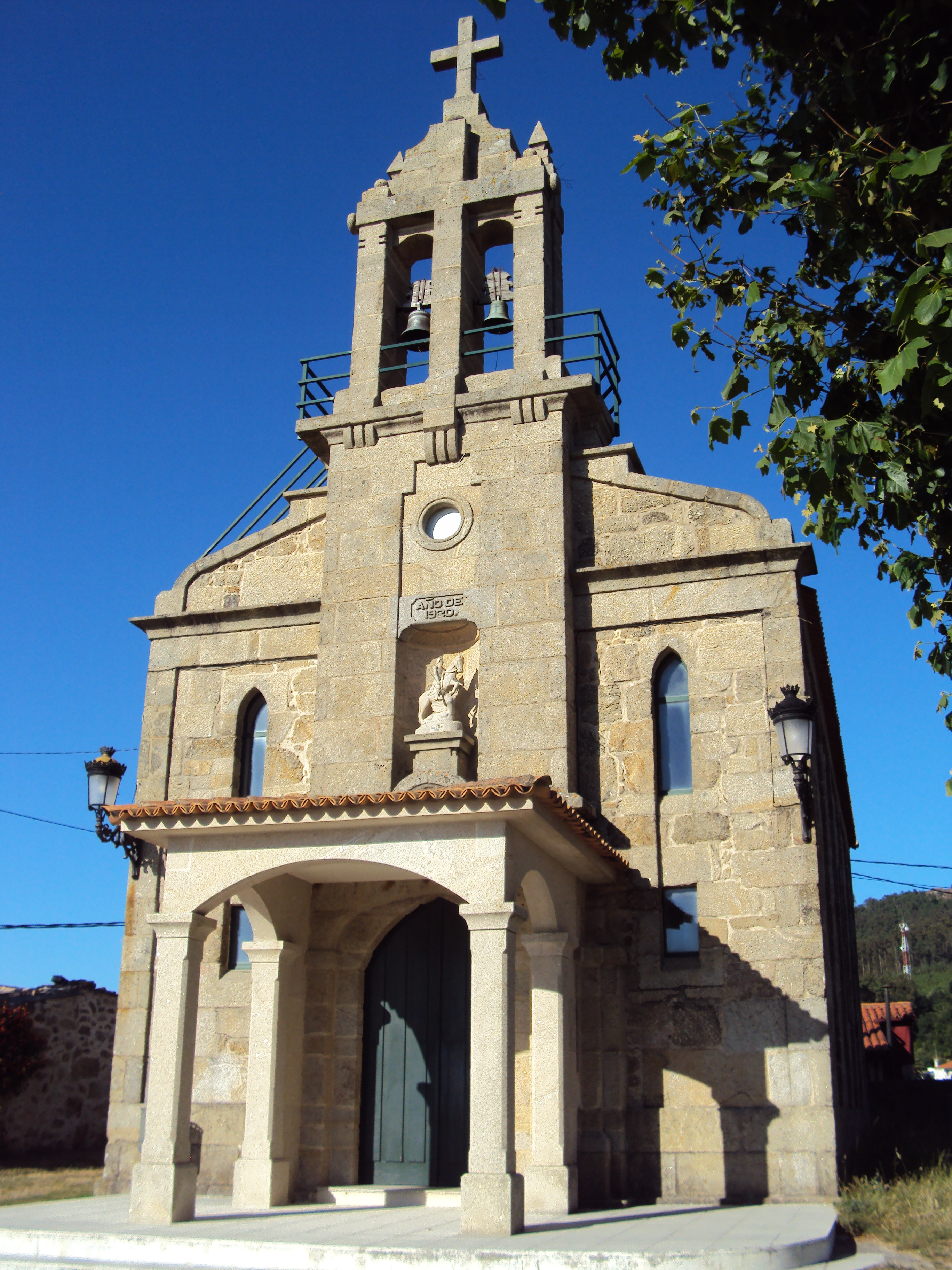
Iglesia de San Xurxo de Saiáns